# Vitali Volodymyrovych Klitschko
Vitali Volodymyrovych Klitschko (/vɪˌtæli ˈklɪtʃkoʊ/; tiếng Ukraina: Вітaлій Володимирович Кличкo, [ʋiˈtɑʎiɪ̯ klɪtʃˈkɔ]; sinh ngày 19 tháng 7 năm 1971) là một võ sĩ quyền Anh chuyên nghiệp người Ukraina và là đương kim vô địch hạng nặng của WBC. Ông cũng là nhà lãnh đạo của đảng phái chính trị Liên minh Dân chủ Cải cách Ukraina và từ ngày 5 tháng 12 năm 2012, là thành viên của Quốc hội Ukraina. Ông từng nắm giữ đồng thời các danh hiệu của WBO và WBC. Klitschko là võ sĩ quyền Anh chuyên nghiệp đầu tiên trên thế giới có được tấm bằng tiến sĩ.
Klitschko được biết đến là một người có cú đấm mạnh mẽ và khả năng chịu đòn, giữ thăng bằng cực tốt. Với tỷ lệ thắng knockout 87,23%, ông là nhà vô địch có tỷ lệ số trận thắng knockout cao thứ hai trong lịch sử quyền Anh hạng nặng thế giới, chỉ đứng sau con số 87,76% của Rocky Marciano và hiện đang đứng thứ 9 về thời gian nắm giữ chiếc đai vô địch hạng nặng mọi thời đại. Ông chưa bao giờ bị đánh gục cũng như chưa bao giờ để thua điểm trong bất kỳ một trận quyền Anh chuyên nghiệp nào. Ông phải nhận hai trận thua là do bị dính một chấn thương ở vai và bị rách mí mắt trong trận đấu, ở hai trận đấu đó ông đã bị xử knockout kỹ thuật. Tuy nhiên, tại thời điểm kết thúc trận đấu ông vẫn đang dẫn trước trên bảng điểm. Sức mạnh của ông cũng như việc ông sở hữu tấm bằng tiến sĩ đã khiến ông có được biệt danh Tiến sĩ Búa thiết (Dr. Ironfist).

## Sự nghiệp thể thao

### Quyền cước
Klitschko nguyên là một võ sĩ quyền cước nghiệp dư. Vào năm 1992 ông đã bị đánh gục bởi một cú đá xoáy vào quai hàm trong trận chung kết Giải vô địch Quyền cước châu Âu hạng cân +89 kg bởi võ sĩ người Anh Pelé Reid. Năm 1993,ông đánh bại Yanagisawa Ryushi trong sự kiện quảng bá môn võ thuật tổng hợp Pancrase của Nhật Bản dưới những quy định đặc biệt (không thực hiện những cú đá thấp) thông qua quyết định R5 của Hiệp hội Quyền cước Thế giới. Năm 1994, ông đánh bại Richard Vince với chiến thắng KO ở vòng hai để giữ vững danh hiệu của Hiệp hội Karate Thể thao Quốc tế ISKA hạng siêu nặng. Vince đã bị loại chỉ trong 3 phút. Vào năm 1996, ông chuyển lên chuyên nghiệp và thiết lập thành tích 34–1 với 22 trận thắng knockout. Ông đã sáu lần giành được danh hiệu vô địch thế giới (cả chuyên nghiệp và nghiệp dư).

### Quyền Anh
Klitschko đã giành được chức vô địch hạng siêu nặng tại Đại hội thể thao Quân sự Thế giới lần đầu tiên ở Ý vào năm 1995. Vitali cũng đã giành huy chương bạc tại Giải vô địch Quyền Anh nghiệp dư thế giới 1995 ở Berlin, Đức, giải đấu mà ông đã bị đánh bại bởi võ sĩ người Nga Aleksey Lezin ở trận chung kết. Trong cuốn tự truyện của ông, xuất bản ở Đức vào năm 2004, ông tiết lộ ông đã dương tính với chất bị cấm steroid vào năm 1996. Ông giải thích rằng ông sử dụng loại thuốc này là để điều trị chấn thương ở chân nhưng ông vẫn bị loại khỏi đội tuyển quyền Anh Ukraina và bỏ lỡ Thế vận hội Atlanta 1996. Em trai của ông, Wladimir, đã chuyển từ hạng nặng lên hạng siêu nặng để có được một vị trí trong đội hình và giành được huy chương vàng Olympic. Thành tích thi đấu nghiệp dư của ông là 195–15 với 80 trận thắng knockout.

## Sự nghiệp chính trị
Năm 2005, Klitschko bắt đầu vận động tranh cử cho vị trí thị trưởng Kiev lúc ông nghỉ hưu. Ông đã không thành công trong cuộc bầu cử này và đứng thứ hai với 26% số phiếu bầu. Các nhà phân tích cho rằng việc ông tham gia tương đối muộn trong cuộc tranh cử có thể đã khiến ông bị mất phiếu. 
Năm 2006, Klitschko đã được bầu làm Phó chủ tịch hội đồng nhân dân thành phố Kiev. Tháng 5 năm 2008, ông được bầu vào Hội đồng thành phố Kiev. Năm 2008, ông cũng là thành viên của phái đoàn Ukraine tham gia Đại hội Hội đồng châu Âu.
Tháng 4 năm 2010, Klitschko trở thành lãnh đạo của các đảng chính trị UDAR.
Tháng 10 năm 2011, Klitschko tuyên bố ông sẽ tranh cử chức thị trưởng Kiev vào năm 2012.
Năm 2012, Klischko là thành viên của Quốc hội Ukraine. Đảng của ông đã giành được 40 ghế trong Quốc hội Ukraina.
Theo thăm dò dư luận từ đầu năm 2011 cho thấy tỷ lệ dự đoán số phiếu mà Klitschko sẽ đạt được trong vòng đầu tiên của cuộc bầu cử tổng thống Ukraina năm 2015 tăng lên từ 4,8% trong tháng 12 năm 2011 đến 15,1% trong tháng 2 năm 2013.
Ngoài là một võ sĩ đánh bốc nổi tiếng, ông được mọi người biết tới như là một trong những chính trị gia dẫn dắt những người biểu tình Euromaidan đưa tới việc hạ bệ tổng thống Yanukovych. Ngày 25.02.2014 Klitschko tuyên bố trên trang web của đảng Liên minh Dân chủ Cải cách Ukraine mà ông lãnh đạo, là sẽ ra tranh cử tổng thống với lý do: " Tôi chắc chắn rằng cần có một sự thay đổi về các nguyên tắc hoạt động của cơ quan nhà nước".

Ngày 28.03.2014, Klitschko tuyên bố là sẽ không ra tranh cử tổng thống mà sẽ ủng hộ Petro Poroschenko trong cuộc bầu cử này. Thay vào đó ông ta sẽ ra tranh cử thị trưởng Kiev. Trong cuộc thăm dò dân ý gần đây nhất ở Ukraina thì Poroschenko được 25% phiếu, Klitschko chỉ được 9%, còn cựu thủ tướng Julia Timoschenko được 8%..
Trong cuộc bầu cử thị trưởng thủ đô Kiev vào ngày 25 tháng 5 năm 2014 trùng ngày với cuộc bầu cử tổng thống Ukraina, một phần nhờ thỏa hiệp với ứng cử viên tổng thống Poroschenko, Vitali đã thắng cử với 57,4% số phiếu. Đảng Udar của ông ta đạt được 40% số phiếu, và như vậy có nhiều số ghế nhất trong hội đồng thành phố.
Ngày 28 tháng 8 năm 2015 Vitali Klitschko được bầu làm chủ tịch đảng Khối "Đoàn kết" Petro Poroshenko sau khi đảng UDAR nhập vào khối này.

## Gia đình
Cha của Vitali Klitschko là Vladimir Klitschko Rodionovich (1947-2011), một tùy viên quân sự của Liên Xô ở Đông Đức. Ông cũng là một trong những chỉ huy trong công cuộc dọn dẹp thảm họa hạt nhân Chernobyl vào năm 1986. Mẹ của Vitali Klitschko là Nadezhda Ulyanovna.
Klitschko kết hôn với Natalia Egorova, một vận động viên và là cựu người mẫu. Họ gặp nhau ở Kiev và đã kết hôn vào ngày 26 tháng 4 năm 1996. Ông có ba người con, Yegor-Daniel, Elizabeth, Victoria và Max.
Năm 1996, ông tốt nghiệp Học viện Sư phạm Pereyaslav-Khmelnytsky (Ukraine) và đã được chấp nhận vào chương trình nghiên cứu sau đại học tại Đại học Quốc gia Taras Shevchenko của Kiev. Ngày 29 tháng 2 năm 2000, ông đã trình bày luận án tiến sĩ của ông về "tài năng và tài trợ trong thể thao" tại "Đại học Khoa học Thể dục Thể thao Kiev" và được trao bằng tiến sĩ.
Người em trai của ông, Wladimir Klitschko, cũng là một nhà vô địch quyền Anh chuyên nghiệp có bằng tiến sĩ. Hai anh em cũng đều là kỳ thủ cờ vua. Vitali có người bạn thân là cựu vô địch cờ vua thế giới Vladimir Kramnik. Ông nhận xét rằng "cờ vua cũng tương tự như boxing. Bạn cần phải xây dựng chiến lược, và bạn cần phải suy nghĩ hai hoặc ba bước về phía trước về những gì đối thủ của bạn đang làm. Bạn phải thông minh. Nhưng sự khác biệt giữa cờ vua và quyền Anh là gì? Trong cờ vua, không ai là một chuyên gia, nhưng tất cả mọi người chơi. Trong đấm bốc tất cả mọi người là một chuyên gia, nhưng không ai chiến đấu ".
Vitali và anh trai của ông cũng đã được tham gia vào các hoạt động từ thiện dành riêng để hỗ trợ các nhu cầu của các trường học, nhà thờ và trẻ em. Năm 2002, anh em nhà Klitschko thông báo rằng họ đã đồng ý làm việc cho UNESCO.